# Moldova Nouă
Moldova Nouă é uma cidade da Romênia com 15 112 habitantes, localizada no distrito de Caraș-Severin.